# Srnje
Srnje (izvirno srbsko Срње) je naselje v Srbiji, ki upravno spada pod Občino Kruševac; slednja pa je del Rasinskega upravnega okraja.

## Demografija
V naselju živi 729 polnoletnih prebivalcev, pri čemer je njihova povprečna starost 41,2 let (40,6 pri moških in 41,7 pri ženskah). Naselje ima 288 gospodinjstev, pri čemer je povprečno število članov na gospodinjstvo 3,17.
To naselje je, glede na rezultate popisa iz leta 2002, večinoma srbsko.
|  |

| Demografija | Demografija     | Demografija     |
| Leto        | Št. prebivalcev | Št. prebivalcev |
| ----------- | --------------- | --------------- |
|             |                 |                 |
|             |                 |                 |
|             |                 |                 |
|             |                 |                 |
| 1948        | 770             |                 |
| 1953        | 834             |                 |
| 1961        | 941             |                 |
| 1971        | 979             |                 |
| 1981        | 964             |                 |
| 1991        | 1009            | 962             |
| 2002        | 959             | 912             |
|             |                 |                 |

| Etnična sestava po popisu iz leta 2002 | Etnična sestava po popisu iz leta 2002 | Etnična sestava po popisu iz leta 2002 | Etnična sestava po popisu iz leta 2002 | Etnična sestava po popisu iz leta 2002 |
| -------------------------------------- | -------------------------------------- | -------------------------------------- | -------------------------------------- | -------------------------------------- |
| Srbi                                   | Srbi                                   |                                        | 905                                    | 99,23%                                 |
| Črnogorci                              | Črnogorci                              |                                        | 2                                      | 0,21%                                  |
| Rusi                                   | Rusi                                   |                                        | 1                                      | 0,10%                                  |
| Makedonci                              | Makedonci                              |                                        | 1                                      | 0,10%                                  |
| Neznano                                | Neznano                                |                                        | 3                                      | 0,32%                                  |